# 馬洛拉峰
46°23′1.8″N 8°35′17.1″E / 46.383833°N 8.588083°E
馬洛拉峰（Pizzo Malora），是瑞士的山峰，位於該國南部，由提契諾州負責管轄，屬於勒蓬廷阿爾卑斯山脈的一部分，海拔高度2,640米，每年平均降雨量2,204毫米。

## 外部連結
- Pizzo Malora on Hikr （页面存档备份，存于）